# Tighter, Tighter
«Tighter, Tighter» es una canción interpretada por la banda estadounidense Alive N Kickin'. Fue publicada como sencillo el 19 de junio de 1970 a través de Roulette Records.

## Antecedentes
A principios de 1970, la banda comenzó a grabar sesiones. Se iba a grabar una canción escrita y producida por Tommy James, Bob King y arreglada por Jimmy Wisner, y aunque James originalmente consideró que sus amigos hicieran esta canción—ahora conocida como «Crystal Blue Persuasion»—le gustó tanto que decidió guardarla para sí mismo. Como gesto de amistad con el grupo, escribió «Tighter, Tighter» para ellos. Después de grabar la exitosa canción, el grupo reemplazó a Vito Albano (batería, percusión) y Dave Shearer (guitarra) con Ronny Pell y Johnny Parisio. Con la nueva formación, se lanzó «Tighter, Tighter».

## Recepción de la crítica
El crítico de AllMusic, Stephen Thomas Erlewine, describe la canción como “un número contagioso”.

## Posicionamiento

### Gráfica semanal
| Gráfica (1970)                     | Pico de posición |
| ---------------------------------- | ---------------- |
| Australia (Kent Music Report)      | 23               |
| Canadá (RPM Top Singles)           | 5                |
| Estados Unidos (Billboard Hot 100) | 7                |
| Estados Unidos (Cashbox Top 100)   | 5                |

### Gráfica de fin de año
| Gráfica (1970)                     | Pico de posición |
| ---------------------------------- | ---------------- |
| Australia (Kent Music Report)      | 189              |
| Canadá (RPM Top Singles)           | 87               |
| Estados Unidos (Billboard Hot 100) | 47               |
| Estados Unidos (Cashbox Top 100)   | 43               |

## Certificaciones y ventas
| País                  | Certificación | Ventas    |
| --------------------- | ------------- | --------- |
| Estados Unidos (RIAA) | Platino       | 1,000,000 |